# Axinite-(Mg)
L'axinite-(Mg) è un minerale del gruppo dell'axinite che prende il nome dalla parola greca αξίνα (ascia) per via della forma con cui si presentano i cristalli. Fino al 2008 era conosciuto come magnesio-axinite.